# Robert Gumny
Robert Gumny, né le 4 juin 1998 à Poznań, est un footballeur international polonais qui évolue au poste d'arrière droit au Lech Poznań.

## Biographie

### Carrière en club

#### Lech Poznań
Formé au Lech Poznań, club de sa ville natale, Robert Gumny joue son premier match en équipe professionnelle avec le club le 19 mars 2016 lors d'un match d'Ekstraklasa face au Legia Varsovie, où l'entraineur Jan Urban le fait rentrer pour Tomasz Kędziora. Le 7 juillet 2016, Gumny joue à nouveau face au Legia Varsovie lors de la finale de la Supercoupe de Pologne, remportant le match (victoire 4-1) et son premier titre avec Poznań.
Gumny sera cependant prêté pour la seconde moitié de la saison 2016/17 au Podbeskidzie Bielsko-Biała, club de deuxième division.
De retour à Poznań pour la saison 2017/18, Gumny obtient de l'entraîneur Nenad Bjelica une place de titulaire dans l'équipe.
Il inscrit son premier but en Ekstraklasa le 16 décembre 2018 face au Zagłębie Sosnowiec (victoire 6-0).

### En sélection
Avec les moins de 18 ans, il inscrit un but contre l'Ouzbékistan en août 2015.
Avec les moins de 19 ans, il participe aux éliminatoires du championnat d'Europe des moins de 19 ans en 2015, 2016 et 2017.
Robert Gumny est appelé  en janvier 2017 par Czesław Michniewicz afin de jouer en équipe de Pologne espoirs. Gumny aide son équipe à se qualifier pour les championnats d'Europe espoirs 2019, notamment en disputant les deux matchs de barrage face au Portugal.
Il est sélectionné par Jerzy Brzęczek pour intégrer l'effectif l'équipe nationale de Pologne pour un match face à la Lettonie le 24 mars 2019, dans le cadre des éliminatoires pour l'Euro 2020. Cependant, Gumny ne dispute pas le match, l'entraineur lui préférant Tomasz Kędziora.
En juin 2019, il est sélectionné par Michniewicz pour disputer l'Euro espoirs avec l'équipe de Pologne espoirs. Lors du tournoi, il ne dispute que le troisième match, une écrasante défaite (0-5) face à l'Espagne, l'entraineur lui préférant Karol Fila lors des deux premiers matchs. Arrivée troisième de son groupe, la Pologne ne peut pas progresser vers les demi-finales, ce qui signifie également sa non-qualification pour les Jeux olympiques 2020.
Le 10 novembre 2022, il est sélectionné par Czesław Michniewicz pour participer à la Coupe du monde 2022.

## Statistiques
| Saison                | Club                              | Championnat           | Championnat | Championnat | Coupe(s) nationale(s) | Coupe(s) nationale(s) | Supercoupe | Supercoupe | Compétition(s) continentale(s) | Compétition(s) continentale(s) | Compétition(s) continentale(s) | Total | Total |
| Saison                | Club                              | Division              | M.          | B.          | M.                    | B.                    | M.         | B.         | Comp.                          | M.                             | B.                             | M.    | B.    |
| 2015-2016             | Lech Poznan                       | Ekstraklasa           | 1           | 0           | 4                     | 0                     | -          | -          | C1+C3                          | -                              | -                              | 5     | 0     |
| 2016-2017             | Lech Poznan                       | Ekstraklasa           | 6           | 0           | 1                     | 0                     | 1          | 0          | -                              | -                              | -                              | 8     | 0     |
| 2017-2018             | Lech Poznan                       | Ekstraklasa           | 33          | 0           | -                     | -                     | -          | -          | C3                             | 5                              | 0                              | 38    | 0     |
| 2018-2019             | Lech Poznan                       | Ekstraklasa           | 19          | 1           | 1                     | 0                     | -          | -          | -                              | -                              | -                              | 20    | 1     |
| 2019-2020             | Lech Poznan                       | Ekstraklasa           | 21          | 1           | 2                     | 0                     | -          | -          | -                              | -                              | -                              | 23    | 1     |
| 2020-2021             | Lech Poznan                       | Ekstraklasa           | 1           | 0           | 1                     | 0                     | -          | -          | C3                             | 1                              | 0                              | 3     | 0     |
| Sous-total            | Sous-total                        | Sous-total            | 81          | 2           | 9                     | 0                     | 1          | 0          | -                              | 6                              | 0                              | 97    | 2     |
| 2016-2017             | Podbeskidzie Bielsko-Biała (prêt) | I liga                | 14          | 2           | -                     | -                     | -          | -          | -                              | -                              | -                              | 14    | 2     |
| Sous-total            | Sous-total                        | Sous-total            | 14          | 2           | 0                     | 0                     | 0          | 0          | -                              | 0                              | 0                              | 14    | 2     |
| 2020-2021             | FC Augsbourg                      | Bundesliga            | 24          | 1           | 2                     | 0                     | -          | -          | -                              | -                              | -                              | 26    | 1     |
| 2021-2022             | FC Augsbourg                      | Bundesliga            | 28          | 0           | 2                     | 0                     | -          | -          | -                              | -                              | -                              | 30    | 0     |
| 2022-2023             | FC Augsbourg                      | Bundesliga            | 29          | 1           | 1                     | 0                     | -          | -          | -                              | -                              | -                              | 30    | 1     |
| 2023-2024             | FC Augsbourg                      | Bundesliga            | 11          | 0           | -                     | -                     | -          | -          | -                              | -                              | -                              | 11    | 0     |
| Sous-total            | Sous-total                        | Sous-total            | 92          | 2           | 5                     | 0                     | 0          | 0          | -                              | 0                              | 0                              | 97    | 2     |
| Total sur la carrière | Total sur la carrière             | Total sur la carrière | 187         | 6           | 14                    | 0                     | 1          | 0          | -                              | 6                              | 0                              | 208   | 6     |

## Palmarès

### En club
- Lech Poznań
  - Vainqueur de la Supercoupe de Pologne en 2016